# Taifa de Carmona

Los reinos de taifas en 1037.

La taifa de Carmona fue un reino independiente musulmán que surgió en 1013 en Al-Ándalus a raíz de la desintegración que, desde 1008, venía sufriendo el Califato de Córdoba y que desapareció en 1067 cuando se integró en la Taifa de Sevilla, perteneciendo cronológicamente a los primeros reinos de taifas.
La familia bereber de los Banu Birzal, perteneciente a la dinastía zenata, encabezada por Abd-Allah ben Ishaq se hizo con el poder de la cora de Carmona y la cora de Écija, expulsando a los gobernadores omeyas que las regían, proclamando su independencia y originando el reino taifa de Carmona en 1013, cuya capital se situó en la actual ciudad de Carmona.
Considerada una taifa menor, al igual que las de Algarve, Algeciras, Arcos, Huelva, Mértola, Morón, Niebla, Ronda y Silves, terminó siendo conquistada e integrada en la gran taifa de Sevilla al igual que las otras mencionadas. De hecho esta taifa siempre vivió bajo la sombra y amenaza de la taifa sevillana, lo que provocó tanto periodos de enfrentamiento como de coalición: así en 1027 Muhammad ben Abd-Allah atacó al rey sevillano Abú ul-Qásim en apoyo de los hammudíes, sin embargo sólo tres años después en 1030 pasaría a apoyarlo en su enfrentamiento con la taifa de Badajoz.
Los cambios de postura frente a la taifa de Sevilla volvieron a producirse bajo el reinado de Muhammad. En 1035 este rey fue expulsado del poder de Carmona por el rey hammudí de la taifa de Málaga, pero lograría recuperar el trono gracias a la ayuda del sevillano Abú ul-Qásim, al que sin embargo Muhammad derrotó en 1039 con la colaboración con la taifa de Granada y la taifa de Almería.
Bajo el reinado de Ishaq ben Muhammad continuaron los enfrentamientos con Sevilla, gobernada por Al-Mutadid, al acudir el rey de Carmona en ayuda de la taifa de Badajoz. En 1067, bajo el reinado de Al-Aziz ben Ishaq la taifa de Carmona fue absorbida por la taifa de Sevilla, aunque Al-Aziz intentó llegar a un acuerdo con Al-Mamún, rey de la taifa de Toledo, ofreciéndole su el reino de Carmona a cambio del gobierno de un castillo en los territorios toledanos.